# Alfonso Herrera Rodríguez
Alfonso Herrera Rodríguez, mehiški igralec in pevec, član skupine RBD, * 28. avgust 1983.

## Življenjepis
Kot otrok je Alfonso oz. Poncho kot so ga klicali prijatelji, sanjal o tem, da bi postal pilot in se preselil v San Antonio, kjer bi študiral v letalski šoli. Kazal je tudi zanimanje do igranja, in odšel se je šolat v Centro de Educación Artística, ki ga je vodila ena od vodilnih televizij v Latinski Ameriki, Televisa. Po šolanju je igral v gledališču. Igral je v znanih delih, kot so Las Brujas de Salem (2001), Como matar a un ruiseñor (2001) ter Antigona (2001). 2002, je bil v zasedbi vlog filma Amar te duele, režiral jo je Fernando Sariñana, od tam pa se je preselil na televizijo. Igral je v telenovelah Clase 406 in Rebelde.

## RBD
Alfonso je član skupine RBD, v kateri so bivši igralci telenovele Rebelde. Alfonso, Maite Perroni, Dulce María, Anahí, Christopher Uckermann in Christian Chávez so bili na turneji »Celestial« v Braziliji, Japonski in Združenih državah Amerike. Nato pa na svetovni turneji »Empezar desde cero«.
Med snemanjem Classe 406 in prvo leto snemanja Rebelde je bil par z Dulce Mario.

## Nagrade
13. julija 2006 je Alfonso prejel nagradi Esta Buenismo in El De Mejor Estilo. Dobil je tudi več nagrad s skupino RBD. Alfonso je diplomiral na El Colegio Britanico v letu 2002.

## Albumi z RBD
Španski Studio Albumi
1. Rebelde (2004)
2. Nuestro Amor (2005)
3. Celestial (2006)
4. RBD La Familia (2007)
5. Empezar desde cero (2007)

Angleški Studio Albumi
1. Rebels (2006)

Portugalski Studio Albumi
1. Rebelde (brazilska verzija) (2005)
2. Nosso Amor (brazilska verzija (2006)
3. Celestial (brazilska verzija) (2006)

Albumi v živo/DVD-ji
1. Tour Generación RBD en Vivo (2005)
2. Live in Hollywood (2006)
3. ¿Que Hay Detrás de RBD? (2006)
4. Live in Rio (2007)
5. Hecho En España (2007)

1. ↑  https://peru21.pe/cultura/alfonso-poncho-herrera-actor-y-productor-es-bueno-tocar-la-puerta-uno-como-actor-vive-desempleado-alfonso-poncho-herrera-rbd-el-nino-y-la-garza-premios-oscar-noticia/